# Tina et Milo
Tina et Milo sont respectivement les mascottes des Jeux olympiques et paralympiques de Milan-Cortina d'Ampezzo 2026.
Ce sont deux hermines joviales, sœur et frère, qui se différencient par la couleur de leur pelage, et qui représenteront respectivement les Jeux olympiques d'hiver et les Jeux paralympiques d'hiver 2026 : Tina, diminutif de Cortina d'Ampezzo, a le pelage blanc et le bout de la queue gris tandis que Milo, diminutif de Milano en italien, a le pelage brun et le bout de la queue marron avec une jambe en moins.
Le comité d'organisation des jeux et le ministère de l'Éducation italien lancent un concours auprès des élèves d'écoles primaires et de collèges pour soumettre leurs idées de mascottes. Lors de la clôture fin mars 2022, 681 classes issues de 82 écoles de 81 provinces italiennes avaient participé avec un total de plus de 1 600 propositions reçues, et deux ont été sélectionnées pour intégrer une liste restreinte :
- les hermines, dessinées par des élèves de l'Istituto Comprensivo de Taverna, en Calabre ;
- les perce-neige créés par des élèves de l'Istituto Comprensivo Sabin de Segrate, en Lombardie.

Par la suite, en février 2023 et durant trois semaines, le public a voté pour son duo préféré. Avec 53 % des voix, c’est le duo des hermines qui remporte ce concours.
Six petits perce-neiges nommés The Flo, inspirés par la seconde proposition, sont toutefois présents à côté des hermines dans les présentations.